# La Mort d'Empédocle ou Quand le vert de la terre brillera à nouveau pour vous
Pour plus de détails, voir Fiche technique et Distribution.
La Mort d'Empédocle ou Quand le vert de la terre brillera à nouveau pour vous (Der Tod des Empedokles oder: Wenn dann der Erde Grün von neuem Euch erglänzt) est un film allemand réalisé par Jean-Marie Straub et Danièle Huillet, sorti en 1987.

## Synopsis
Il s'agit d'une adaptation du drame d'Hölderlin Der Tod des Empedokles, un classique de la littérature allemande. 
Critias, gouverneur d'Agrigente, et Hermocrate, grand prêtre, jaloux de l'influence d'Empédocle sur le peuple exigent l'exil du perturbateur. Chassé, Empédocle demande aux Agrigentins d'épargner son jeune disciple Pausanius, et conseille à Critias d'éloigner sa fille d'une ville où elle ne sera jamais heureuse. Il affranchit ses esclaves.
Ce voyant, Critias et le peuple renient Hermocrate et supplient Empédocle de devenir leur Roi. Empédocle répond que ce n'est plus le temps des rois, et les incite à prendre en main leur propre destin en faisant confiance à la Nature. Quant à lui, devenu trop âgé, le temps est venu de la purification, et il part se jeter dans le cratère de l'Etna.

## Fiche technique
- Titre : La Mort d'Empédocle ou Quand le vert de la terre brillera à nouveau pour vous
- Titre original : Der Tod des Empedokles oder: Wenn dann der Erde Grün von neuem Euch erglänzt
- Réalisation : Jean-Marie Straub et Danièle Huillet
- Scénario : Jean-Marie Straub et Danièle Huillet avec la collaboration de Dietrich E. Sattler, d'après la pièce de théâtre de Friedrich Hölderlin
- Photographie : Renato Berta
- Montage : Jean-Marie Straub et Danièle Huillet
- Société de production : Janus Film und Fernsehen et Les Films du Losange
- Pays de production :  Allemagne de l'Ouest et  France
- Genre : drame
- Durée : 132 minutes
- Date de sortie : 
  - France : 14 octobre 1987

## Distribution
- Andreas von Rauch : Empédocle
- Vladimir Baratta : Pausanias
- Martina Baratta : Panthea
- Ute Cremer : Della
- Howard Vernon : Hermokrates
- William Berger : Kritias

## Analyses
Le film est une réflexion sur le rapport entre le pouvoir et la liberté, la loi et la jouissance.
Le film cherche à restituer la valeur poétique du texte d'Hölderlin : L'ordre des images suit fidèlement l'ordre des mots, la métrique d'Holderlin étant elle-même calquée sur la métrique grecque. La mise en scène relève d'une obsession de l'espace, d'une approche lente des êtres et des choses qui débouche sur leur fusion. Selon les Straub « La mort d'Empédocle est une histoire d'amour entre les gens et chaque espace » .
Selon Joël Magny, le film est :
le constat d'une fantastique accélération de la destruction de la planète, au point qu'il devient impossible de retrouver les lieux et les éléments où s'est déroulée la vie du philosophe (...) C'est en même temps une tentative ultime pour faire exister cette nature détruite par la société industrielle et de rendre la terre habitable. Comme le film lui-même est la trace d'un cinéma en train de disparaître sous la domination économique et esthétique de l'image télévisuelle, du spot publicitaire et du vidéo-clip.

## Controverses
Le film a été présenté en sélection officielle en compétition lors de la Berlinale 1987, le 20 février 1987. Il est reçu avec hostilité : il apparait comme un « dinosaure du film d'art et d'essai », qui maltraite un classique de la littérature allemande. Le film est critiqué pour « sa stratégie esthétique radicale dont ils [les auteurs] ne dévient pas d'un pouce ».
Les Straub rejettent cette marginalisation et préfèrent parler d'un cinéma minoritaire. Pour eux c'est le cinéma qui s'est éloigné de ses origines (celui des frères Lumière), et ils entendent continuer la tradition d'Erich von Stroheim et de Roberto Rossellini : le cinéma doit montrer vraiment le monde en condensant du temps avec de l'espace, et non pas en suivant une logique d'entreprise de fabrication d'images.
La sortie parisienne du film en octobre 1987, se déroule dans la discrétion.